# Andrzej Żmuda
Andrzej Żmuda (ur. 1946 w Rzeszowie) – polski poeta, krytyk literacki, dziennikarz i wydawca.

## Życiorys
Absolwent Wydziału Dziennikarstwa i Nauk Politycznych Uniwersytetu Warszawskiego. Jako poeta debiutował w magazynie młodzieżowym Prometej. 
Był redaktorem Prometeja i kierownikiem artystycznym i organizacyjnym Ogólnopolskiego Jarmarku Poezji O Laur Prometeja. Współpracował z Polskim Radiem, Profilami. W rzeszowskim Oddziale Krajowej Agencji Wydawniczej był redaktorem tomików poezji, autorem recenzji i komentarzy krytycznych. W latach 1981–1995 jako redaktor naczelny kierował warszawskim miesięcznikiem społeczno-literackim Okolice. Redagował także serię arkuszy poetyckich Biblioteka Okolic.
Redaktor numerów nomograficznych Okolic, m.in. o subkulturach młodzieżowych, sztuce przekładu, kulturze cygańskiej, literaturze arabskiej, literaturze Czarnej Afryki, o tradycji przyznawania laurów olimpijskich w sztuce i literaturze. Za to ostatnie opracowanie otrzymał wraz z zespołem Okolic Nagrodę Specjalną Polskiego Komitetu Olimpijskiego w 1986 roku. Od 1995 roku jest redaktorem naczelnym rzeszowsko-warszawskiego wydawnictwa Ad Oculos, oficyny wydającej przede wszystkim poezję, prozę, satyrę. Jest twórcą lub współtwórcą (z Krzysztofem Żmudą), serii Antologii Polskiego Rocka. Jest również autorem Antologii Disco Polo. 

## Twórczość
- Poezje wybrane 1974,
- Umawiam ludzi z twoim płaczem 1979,
- Baldachówka 1987,
- Poezje 2006.

## Wyróżnienia
- Za tomik „Baldachówka” otrzymał I nagrodę literacką Prezydenta Miasta Rzeszowa 1987.